# Eimear Nicholls
Pour les articles homonymes, voir Nicholls.
Eimear Nicholls née Mullan le 21 mai 1982 à Portstewart est une triathlète professionnelle irlandaise, vainqueur sur triathlon Ironman et Ironman 70.3.

## Biographie

### Jeunesse
Avant de pratiquer le triathlon Eimear Mullan pratique une forme de pentathlon moderne, le tétrathlon. À l'université, elle suit des études de psychologie du sport et passe quelque temps à voyager après celle-ci. Elle est diplômée en 2007, d'un professorat d'éducation physique. C'est à cette époque quelle s'initie au cyclisme qui finalement la conduit à pratiquer le triathlon. En amateur, elle remporte quelques compétitions nationales en sprint et sur distance M.

### Carrière en triathlon
Eimear Mullan commence sa carrière professionnelle en 2011. En 2012, elle remporte l'Ironman Royaume-Uni (UK) à Bolton et l'Ironman 70.3 de Somerset et devient la première Irlandaise victorieuse sur Ironman. En 2013, elle suspend sa carrière dans l'enseignement pour se consacrer pleinement à sa carrière sportive et elle rejoint l'équipe TBB où elle est entraînée par Bella Bayliss et Brett Sutton. 2014 est une année de grand succès, elle monte sur la plus haute marche du podium de l'Embrunman après une troisième place acquise l'année précédente. Cette course dans les Alpes françaises est avec ses routes montagneuses considérée comme l'une des plus difficiles courses très longue distance (XXL) du monde. En septembre de la même année, elle remporte sa quatrième victoire sur distance XXL en gagnant l'édition inaugurale de l'Ironman de Majorque en Espagne. Elle est élue triathlète irlandaise de l'année en 2014.

### Vie personnelle
En mars 2016, Eimear Mullan épouse le triathlète professionnel écossais Ritchie Nicholls.

## Palmarès
Le tableau présente les résultats les plus significatifs (podium) obtenus sur le circuit international de triathlon depuis 2011.
| Année | Compétition                           | Pays        | Position      | Temps            |
| ----- | ------------------------------------- | ----------- | ------------- | ---------------- |
| 2015  | Ironman 70.3 Budapest                 | Hongrie     | Médaille d'or | 4 h 14 min 56 s  |
| 2014  | Ironman Majorque                      | Espagne     | Médaille d'or | 9 h 14 min 17 s  |
| 2014  | Embrunman                             | France      | Médaille d'or | 11 h 29 min 36 s |
| 2014  | Challenge Sardinien XL                | Italie      | Médaille d'or | 4 h 27 min 47 s  |
| 2014  | Triathlon de Gérardmer XL             | France      |               | timing           |
| 2014  | Ironman 70.3 Somerset                 | Royaume-Uni | Médaille d'or | 4 h 52 min 7 s   |
| 2014  | Challenge XL Rimini                   | Italie      | Médaille d'or | timing           |
| 2014  | Challenge XL Fuerteventura            | Espagne     |               | 4 h 36 min 8 s   |
| 2014  | Triathlon XL Internacional Portocolom | Espagne     | Médaille d'or | 3 h 59 min 27 s  |
| 2013  | Ironman 70.3 Miami                    | États-Unis  |               | 4 h 12 min 39 s  |
| 2013  | Ironman 70.3 Salzburg                 | Autriche    | Médaille d'or | timing           |
| 2013  | Ironman 70.3 Somerset                 | Royaume-Uni | Médaille d'or | 4 h 56 min 59 s  |
| 2013  | Challenge XL Fuerteventura            | Espagne     |               | timing           |
| 2013  | Embrunman                             | France      |               | 11 h 27 min 29 s |
| 2013  | Triathlon EDF Alpe d'Huez XL          | France      |               | 6 h 41 min 39 s  |
| 2013  | Ironman Klagenfurt                    | Autriche    | Médaille d'or | 9 h 5 min 46 s   |
| 2012  | Iromamn Pembrokeshire                 | Royaume-Uni |               | 10 h 1 min 32 s  |
| 2012  | Ironman Royaume-Uni                   | Royaume-Uni | Médaille d'or | 10 h 8 min 44 s  |
| 2012  | Ironman 70.3 Somerset                 | Royaume-Uni | Médaille d'or | 4 h 53 min 33 s  |
| 2012  | TriStar111 Portocolom                 | Espagne     | Médaille d'or | 4 h 19 min 49 s  |
| 2011  | TriStar111 Monaco                     | Monaco      |               | timing           |
| 2011  | Ironman 70.3 Somerset                 | Royaume-Uni |               | timing           |
| 2011  | TriStar111 Portocolom                 | Espagne     | Médaille d'or | 4 h 10 min 27 s  |